# ارنست هارت
ارنست هارت (به انگلیسی: Ernest Hart) بازیکن فوتبال زادهٔ ۳ ژانویه ۱۹۰۲ اهل کشور انگلستان بود که سابقهٔ بازی در تیم ملی فوتبال انگلستان را در کارنامهٔ خود دارد. وی در تاریخ ۱۷ نوامبر ۱۹۲۸ نخستین بازی ملی خود را در مقابل تیم ملی فوتبال ولز انجام داد و با حضور در ۸ بازی ملی، در تاریخ ۱۶ مه ۱۹۳۴ واپسین بازی ملی‌اش را در برابر تیم ملی فوتبال چکسلواکی برگزار کرد.